# اروين فريدلاندر
اروين فريدلاندر (بالإنجليزية: Erwin Friedlander)‏ (و. 1925 – 2004 م) هو فيزيائي، وعالم من الولايات المتحدة الأمريكية . ولد في رومانيا .

## مناصب وهيئات
أدار جامعة كورنيل، وجامعة ماربورغ، وجامعة كاليفورنيا (بركلي).